# Марчак Роман Володимирович
Рома́н Володи́мирович Марча́к (нар. 1 грудня 1912, с. Середній Угринів, Калуський повіт, Австро-Угорщина — пом. лютий 1942 року, м. Житомир, Третій Рейх) — український політичний діяч, голова Проводу ОУН на Житомирщині.

## Життєпис
Народився в сім'ї сільського священника. Родина Марчаків була в дружніх стосунках з родиною Бандерів. Роман брав активну участь у роботі читальні «Просвіти», сільського хору, заснував театрально-драматичний гурток. У 1931-го року вступив до Львівської торговельної школи, в цей час приєднався до ОУН, мав псевдо «Моргун». Часто зустрічався з Степаном Бандерою у Львові та у поїзді при поверненні додому. У 1932 році був арештований на 3 тижні після нападу на пошту в Городку за знайдені при обшуку закривавлену носову хустинку і забруднені при спортивній грі черевики. Після здобуття фаху бухгалтера ніде не брали на роботу, не взяли й до війська, ймовірно, через підозру щодо причетності до ОУН. Згодом, за участь в ОУН, засуджений на 2 роки і ув'язнений до польського концтабору Береза Картузька. Звідти повернувся настільки виснаженим, що його не впізнав рідний батько. В 1940 році вступив до юридичного факультету Львівського університету. Незабаром змушений був полишити навчання через переслідування НКВД.
Член Центрального Проводу ОУН (Р), учасник Похідних груп ОУН. Був призначений керувати підпіллям у Коростені, у листопаді після арешту В. Хоми призначений на посаду голови обласного проводу та переїхав до Житомира. Жив на вулиці Хлібній, дім 5.
Через постійне переслідування гестапо Марчак був змушений часто змінювати місце проживання. Від 10 до 13 березня 1942 року німці арештували 12 провідних діячів ОУН на Житомирщині. Два тижні німці вистежували Марчака на одній з квартир у будинку 3 на провулку Хлібному, вичікуючи слушного часу арешту. Не вдалось взяти живим — Роман кинувся тікати та був застрелений німецьким вояком на розі сучасних житомирських вулиць Гоголівської та Хлібної. Свідок цієї трагічної події Юрій Варгоцький повідомив: "Нам Марчак говорив: «Мене гестапівці спіймали в Коростені і сказали: „Йди назад, звідки прийшов, бо як попадешся тут нам, то розстріляємо“. Він знав, що його розстріляють, і втрачати йому було вже нічого.».
Загинув на розі вулиць Гоголівської та Хлібної Житомира на початку березня 1942 року від кулі гестапівця під час затримання. Похований у Житомирі на Богунії, 11-му кілометрі.